# Manic Street Preachers/Diskografie
Diese Diskografie ist eine Übersicht über die musikalischen Werke der britischen Rock-Band Manic Street Preachers. Den Schallplattenauszeichnungen zufolge hat sie bisher mehr als 5,6 Millionen Tonträger verkauft, davon alleine in ihrer Heimat über 5,3 Millionen. Ihre erfolgreichste Veröffentlichung ist das Album This Is My Truth Tell Me Yours mit über einer Million verkauften Einheiten.

## Alben

### Studioalben
| Jahr | Titel                          | Höchstplatzierung, Gesamtwochen, AuszeichnungChartplatzierungen (Jahr, Titel, Platzierungen, Wochen, Auszeichnungen, Anmerkungen) | Höchstplatzierung, Gesamtwochen, AuszeichnungChartplatzierungen (Jahr, Titel, Platzierungen, Wochen, Auszeichnungen, Anmerkungen) | Höchstplatzierung, Gesamtwochen, AuszeichnungChartplatzierungen (Jahr, Titel, Platzierungen, Wochen, Auszeichnungen, Anmerkungen) | Höchstplatzierung, Gesamtwochen, AuszeichnungChartplatzierungen (Jahr, Titel, Platzierungen, Wochen, Auszeichnungen, Anmerkungen) | Anmerkungen                                                   |
| Jahr | Titel                          | DE | AT | CH | UK | Anmerkungen                                                   |
| ---- | ------------------------------ | --- | --- | --- | --- | ------------------------------------------------------------- |
| 1992 | Generation Terrorists          | — | — | — | UK13 Gold · (28 Wo.)UK | Erstveröffentlichung: 10. Februar 1992 Verkäufe: + 100.000    |
| 1993 | Gold Against the Soul          | DE95 (3 Wo.)DE | — | — | UK8 Gold · (16 Wo.)UK | Erstveröffentlichung: 14. Juni 1993 Verkäufe: + 100.000       |
| 1994 | The Holy Bible                 | — | — | — | UK6 Gold · (11 Wo.)UK | Erstveröffentlichung: 29. August 1994 Verkäufe: + 100.000     |
| 1996 | Everything Must Go             | — | — | — | UK2 ×3Dreifachplatin · (103 Wo.)UK                                                                                                | Erstveröffentlichung: 20. Mai 1996 Verkäufe: + 900.000        |
| 1998 | This Is My Truth Tell Me Yours | DE27 (19 Wo.)DE | AT20 (7 Wo.)AT | CH47 (1 Wo.)CH | UK1 ×3Dreifachplatin · (74 Wo.)UK                                                                                                 | Erstveröffentlichung: 9. September 1998 Verkäufe: + 1.084.653 |
| 2001 | Know Your Enemy                | DE13 (8 Wo.)DE | AT42 (8 Wo.)AT | CH40 (8 Wo.)CH | UK2 Gold · (16 Wo.)UK | Erstveröffentlichung: 19. März 2001 Verkäufe: + 100.000       |
| 2004 | Lifeblood                      | DE56 (1 Wo.)DE | — | CH81 (1 Wo.)CH | UK13 Silber · (4 Wo.)UK | Erstveröffentlichung: 1. November 2004 Verkäufe: + 60.000     |
| 2007 | Send Away the Tigers           | DE50 (2 Wo.)DE | AT65 (2 Wo.)AT | CH43 (3 Wo.)CH | UK2 Gold · (13 Wo.)UK | Erstveröffentlichung: 7. Mai 2007 Verkäufe: + 107.500         |
| 2009 | Journal for Plague Lovers      | DE49 (1 Wo.)DE | — | CH30 (1 Wo.)CH | UK3 Silber · (5 Wo.)UK | Erstveröffentlichung: 18. Mai 2009 Verkäufe: + 60.000         |
| 2010 | Postcards from a Young Man     | DE50 (1 Wo.)DE | — | CH87 (1 Wo.)CH | UK3 Gold · (9 Wo.)UK | Erstveröffentlichung: 20. September 2010 Verkäufe: + 100.000  |
| 2013 | Rewind the Film                | DE31 (1 Wo.)DE | AT62 (1 Wo.)AT | CH51 (1 Wo.)CH | UK4 Silber · (6 Wo.)UK | Erstveröffentlichung: 16. September 2013 Verkäufe: + 60.000   |
| 2014 | Futurology                     | DE33 (1 Wo.)DE | — | CH51 (1 Wo.)CH | UK2 (6 Wo.)UK | Erstveröffentlichung: 7. Juli 2014                            |
| 2018 | Resistance Is Futile           | DE20 (1 Wo.)DE | AT23 (1 Wo.)AT | CH18 (1 Wo.)CH | UK2 (8 Wo.)UK | Erstveröffentlichung: 13. April 2018                          |
| 2021 | The Ultra Vivid Lament         | DE12 (1 Wo.)DE | AT47 (1 Wo.)AT | CH46 (1 Wo.)CH | UK1 (4 Wo.)UK | Erstveröffentlichung: 10. September 2021                      |
| 2025 | Critical Thinking              | DE27 (1 Wo.)DE | AT22 (1 Wo.)AT | CH18 (1 Wo.)CH | UK2 (1 Wo.)UK | Erstveröffentlichung: 31. Januar 2025                         |

### Kompilationen
| Jahr | Titel              | Höchstplatzierung, Gesamtwochen, AuszeichnungChartplatzierungen (Jahr, Titel, Platzierungen, Wochen, Auszeichnungen, Anmerkungen) | Höchstplatzierung, Gesamtwochen, AuszeichnungChartplatzierungen (Jahr, Titel, Platzierungen, Wochen, Auszeichnungen, Anmerkungen) | Höchstplatzierung, Gesamtwochen, AuszeichnungChartplatzierungen (Jahr, Titel, Platzierungen, Wochen, Auszeichnungen, Anmerkungen) | Höchstplatzierung, Gesamtwochen, AuszeichnungChartplatzierungen (Jahr, Titel, Platzierungen, Wochen, Auszeichnungen, Anmerkungen) | Anmerkungen                                                |
| Jahr | Titel              | DE | AT | CH | UK | Anmerkungen                                                |
| ---- | ------------------ | --- | --- | --- | --- | ---------------------------------------------------------- |
| 2002 | Forever Delayed    | DE65 (2 Wo.)DE | — | — | UK4 ×2Doppelplatin · (19 Wo.)UK                                                                                                   | Erstveröffentlichung: 28. Oktober 2002 Verkäufe: + 600.000 |
| 2003 | Lipstick Traces    | — | — | — | UK11 (3 Wo.)UK | Erstveröffentlichung: 14. Juli 2003                        |
| 2011 | National Treasures | — | — | — | UK10 Gold · (8 Wo.)UK | Erstveröffentlichung: 28. Oktober 2011 Verkäufe: + 100.000 |

### EPs
- 1990: New Art Riot
- 1991: Stars And Stripes
- 1993: Life Becoming A Landslide
- 2001: Know Our B-Sides
- 2005: God Save The Manics
- 2009: Journal for Plague Lovers Remixes

## Singles
| Jahr | Titel Album                                                                    | Höchstplatzierung, Gesamtwochen, AuszeichnungChartplatzierungen (Jahr, Titel, Album, Platzierungen, Wochen, Auszeichnungen, Anmerkungen) | Höchstplatzierung, Gesamtwochen, AuszeichnungChartplatzierungen (Jahr, Titel, Album, Platzierungen, Wochen, Auszeichnungen, Anmerkungen) | Höchstplatzierung, Gesamtwochen, AuszeichnungChartplatzierungen (Jahr, Titel, Album, Platzierungen, Wochen, Auszeichnungen, Anmerkungen) | Höchstplatzierung, Gesamtwochen, AuszeichnungChartplatzierungen (Jahr, Titel, Album, Platzierungen, Wochen, Auszeichnungen, Anmerkungen) | Anmerkungen                                               |
| Jahr | Titel Album                                                                    | DE | AT | CH | UK | Anmerkungen                                               |
| ---- | ------------------------------------------------------------------------------ | --- | --- | --- | --- | --------------------------------------------------------- |
| 1991 | Motown Junk Forever Delayed                                                    | — | — | — | UK94 (2 Wo.)UK | Erstveröffentlichung: 21. Januar 1991                     |
| 1991 | You Love Us Generation Terrorists                                              | — | — | — | UK16 (8 Wo.)UK | Erstveröffentlichung: 25. Mai 1991                        |
| 1991 | Stay Beautiful Generation Terrorists                                           | — | — | — | UK40 (5 Wo.)UK | Erstveröffentlichung: 29. Juli 1991                       |
| 1991 | Love’s Sweet Exile/Repeat Generation Terrorists                                | — | — | — | UK26 (5 Wo.)UK | Erstveröffentlichung: 28. Oktober 1991                    |
| 1992 | Slash ’n’ Burn Generation Terrorists                                           | — | — | — | UK20 (6 Wo.)UK | Erstveröffentlichung: 16. März 1992                       |
| 1992 | Motorcycle Emptiness Generation Terrorists                                     | — | — | — | UK17 Gold · (8 Wo.)UK | Erstveröffentlichung: 1. Juni 1992 Verkäufe: + 400.000    |
| 1992 | Little Baby Nothing Generation Terrorists                                      | — | — | — | UK29 (5 Wo.)UK | Erstveröffentlichung: 16. November 1992                   |
| 1992 | Theme from M.A.S.H. (Suicide Is Painless) Forever Delayed                      | — | — | — | UK7 (6 Wo.)UK | Erstveröffentlichung: 23. November 1992                   |
| 1993 | From Despair to Where Gold Against the Soul                                    | — | — | — | UK25 (4 Wo.)UK | Erstveröffentlichung: 7. Juni 1993                        |
| 1993 | La Tristesse Durera (Scream to a Sigh) Gold Against the Soul                   | — | — | — | UK22 (5 Wo.)UK | Erstveröffentlichung: 26. Juli 1993                       |
| 1993 | Roses in the Hospital Gold Against the Soul                                    | — | — | — | UK15 (3 Wo.)UK | Erstveröffentlichung: 20. September 1993                  |
| 1994 | Life Becoming a Landslide Gold Against the Soul                                | — | — | — | UK36 (2 Wo.)UK | Erstveröffentlichung: 7. Februar 1994                     |
| 1994 | Faster/P.C.P. The Holy Bible                                                   | — | — | — | UK16 (5 Wo.)UK | Erstveröffentlichung: 6. Juni 1994                        |
| 1994 | Revol The Holy Bible                                                           | — | — | — | UK22 (3 Wo.)UK | Erstveröffentlichung: 1. August 1994                      |
| 1994 | She Is Suffering The Holy Bible                                                | — | — | — | UK25 (3 Wo.)UK | Erstveröffentlichung: 3. Oktober 1994                     |
| 1996 | A Design for Life Everything Must Go                                           | — | — | — | UK2 Platin · (14 Wo.)UK | Erstveröffentlichung: 15. April 1996 Verkäufe: + 600.000  |
| 1996 | Everything Must Go                                                             | — | — | — | UK5 (10 Wo.)UK | Erstveröffentlichung: 22. Juli 1996                       |
| 1996 | Kevin Carter Everything Must Go                                                | — | — | — | UK9 (8 Wo.)UK | Erstveröffentlichung: 30. September 1996                  |
| 1996 | Australia Everything Must Go                                                   | — | — | — | UK7 (9 Wo.)UK | Erstveröffentlichung: 2. Dezember 1996                    |
| 1998 | If You Tolerate This Your Children Will Be Next This Is My Truth Tell Me Yours | DE79 (9 Wo.)DE | — | — | UK1 Platin · (17 Wo.)UK | Erstveröffentlichung: 24. August 1998 Verkäufe: + 600.000 |
| 1998 | The Everlasting This Is My Truth Tell Me Yours                                 | DE88 (7 Wo.)DE | — | — | UK11 (12 Wo.)UK | Erstveröffentlichung: 30. November 1998                   |
| 1999 | You Stole the Sun from My Heart This Is My Truth Tell Me Yours                 | — | — | — | UK5 Silber · (12 Wo.)UK | Erstveröffentlichung: 8. März 1999 Verkäufe: + 200.000    |
| 1999 | Tsunami This Is My Truth Tell Me Yours                                         | — | — | — | UK11 (8 Wo.)UK | Erstveröffentlichung: 5. Juli 1999                        |
| 2000 | The Masses Against the Classes Forever Delayed                                 | — | — | — | UK1 (9 Wo.)UK | Erstveröffentlichung: 10. Januar 2000                     |
| 2001 | So Why So Sad Know Your Enemy                                                  | DE94 (1 Wo.)DE | — | — | UK8 (16 Wo.)UK | Erstveröffentlichung: 26. Februar 2001                    |
| 2001 | Found That Soul Know Your Enemy                                                | — | — | — | UK9 (6 Wo.)UK | Erstveröffentlichung: 26. Februar 2001                    |
| 2001 | Ocean Spray Know Your Enemy                                                    | — | — | — | UK15 (8 Wo.)UK | Erstveröffentlichung: 4. Juni 2001                        |
| 2001 | Let Robeson Sing Know Your Enemy                                               | — | — | — | UK19 (4 Wo.)UK | Erstveröffentlichung: 10. September 2001                  |
| 2002 | There by the Grace of God Forever Delayed                                      | — | — | — | UK6 (9 Wo.)UK | Erstveröffentlichung: 14. Oktober 2002                    |
| 2004 | The Love of Richard Nixon Lifeblood                                            | — | — | — | UK2 (5 Wo.)UK | Erstveröffentlichung: 18. Oktober 2004                    |
| 2005 | Empty Souls Lifeblood                                                          | — | — | — | UK2 (4 Wo.)UK | Erstveröffentlichung: 10. Januar 2005                     |
| 2007 | Your Love Alone Is Not Enough Send Away the Tigers                             | — | — | CH66 (4 Wo.)CH | UK2 Silber · (12 Wo.)UK | Erstveröffentlichung: 30. April 2007                      |
| 2007 | Autumnsong Send Away the Tigers                                                | — | — | — | UK10 (3 Wo.)UK | Erstveröffentlichung: 23. Juli 2007                       |
| 2007 | Indian Summer Send Away the Tigers                                             | — | — | — | UK22 (1 Wo.)UK | Erstveröffentlichung: 1. Oktober 2007                     |
| 2008 | Umbrella Send Away the Tigers (10th Anniversary Edition)                       | — | — | — | UK47 (6 Wo.)UK | Erstveröffentlichung: März 2008                           |
| 2010 | (It’s Not War) Just the End of Love Postcards from a Young Man                 | — | — | — | UK28 (4 Wo.)UK | Erstveröffentlichung: 13. September 2010                  |
| 2010 | Some Kind of Nothingness Postcards from a Young Man                            | — | — | — | UK44 (1 Wo.)UK | Erstveröffentlichung: 6. Dezember 2010                    |
| 2011 | Postcards from a Young Man                                                     | — | — | — | UK54 (1 Wo.)UK | Erstveröffentlichung: 28. Februar 2011                    |
| 2013 | Show Me the Wonder Rewind the Film                                             | — | — | — | UK77 (1 Wo.)UK | Erstveröffentlichung: 9. September 2013                   |

Weitere Singles
- 1988: Suicide Alley
- 1990: UK Channel Boredom
- 1991: Feminine Is Beautiful
- 1996: Further Away
- 1998: Nobody Loved You
- 2007: The Ghosts of Christmas
- 2011: This Is the Day
- 2013: Anthem for a Lost Cause
- 2014: Walk Me to the Bridge
- 2014: Futurology
- 2016: Together Stronger (C’mon Wales)
- 2017: International Blue
- 2018: Distant Colours
- 2018: Dylan & Caitlin
- 2018: Liverpool Revisited
- 2018: Hold Me Like a Heaven
- 2018: People Give In
- 2021: Orwellian
- 2021: The Secret he had Missed
- 2024: Decline & Fall
- 2024: Hiding in Plain Sight

## Videoalben
- 1997: Everything Live (UK: Gold)
- 2000: Leaving the 20th Century (UK: Gold)
- 2001: Louder Than War
- 2002: Forever Delayed (UK: Gold)

## Boxsets
- 1997: Six Singles from Generation Terrorists

## Statistik

### Chartauswertung
|                     | DE     | AT    | CH     | UK     |
| ------------------- | ------ | ----- | ------ | ------ |
| Nummer-eins-Alben   | DE—DE  | AT—AT | CH—CH  | UK2UK  |
| Top-10-Alben        | DE—DE  | AT—AT | CH—CH  | UK15UK |
| Alben in den Charts | DE13DE | AT7AT | CH11CH | UK18UK |

|                       | DE    | AT    | CH    | UK     |
| --------------------- | ----- | ----- | ----- | ------ |
| Nummer-eins-Singles   | DE2DE | AT—AT | CH1CH | UK2UK  |
| Top-10-Singles        | DE3DE | AT—AT | CH4CH | UK15UK |
| Singles in den Charts | DE3DE | AT—AT | CH1CH | UK39UK |

### Auszeichnungen für Musikverkäufe
| Goldene Schallplatte - Finnland - 1999: für das Album This Is My Truth Tell Me Yours - Irland - 2007: für das Album Send Away the Tigers - Neuseeland - 1999: für das Album This Is My Truth Tell Me Yours - Niederlande - 2000: für das Album This Is My Truth Tell Me Yours - Norwegen - 1999: für das Album This Is My Truth Tell Me Yours | Platin-Schallplatte - Europa - 1997: für das Album Everything Must Go - 1999: für das Album This Is My Truth Tell Me Yours - Schweden - 1998: für das Album This Is My Truth Tell Me Yours |

Anmerkung: Auszeichnungen in Ländern aus den Charttabellen bzw. Chartboxen sind in ebendiesen zu finden.
| Land/RegionAuszeichnungen für Musikverkäufe (Land/Region, Auszeichnungen, Verkäufe, Quellen) | Silber     | Gold       | Platin       | Verkäufe    | Quellen                                                    |
| -------------------------------------------------------------------------------------------- | ---------- | ---------- | ------------ | ----------- | ---------------------------------------------------------- |
| Europa (IFPI)                                                                                | —          | —          | 2× Platin2   | (2.000.000) | ifpi.org                                                   |
| Finnland (IFPI)                                                                              | —          | Gold1      | —            | 32.153      | ifpi.fi                                                    |
| Irland (IRMA)                                                                                | —          | Gold1      | —            | 7.500       | irishcharts.ie                                             |
| Neuseeland (RMNZ)                                                                            | —          | Gold1      | —            | 7.500       | aotearoamusiccharts.co.nz                                  |
| Niederlande (NVPI)                                                                           | —          | Gold1      | —            | 40.000      | nvpi.nl                                                    |
| Norwegen (IFPI)                                                                              | —          | Gold1      | —            | 25.000      | ifpi.no (Memento vom 5. November 2012 im Internet Archive) |
| Schweden (IFPI)                                                                              | —          | —          | Platin1      | 80.000      | sverigetopplistan.se                                       |
| Vereinigtes Königreich (BPI)                                                                 | 5× Silber5 | 11× Gold11 | 10× Platin10 | 5.355.000   | bpi.co.uk                                                  |
| Insgesamt                                                                                    | 5× Silber5 | 16× Gold16 | 13× Platin13 |             |                                                            |